# ボアズ・イェーキン
ボアズ・イェーキン（Boaz Yakin, 1966年6月20日 - ）は、アメリカ合衆国ニューヨーク出身の脚本家・映画監督。

## 経歴
マーベル・コミック原作の『パニッシャー』で脚本家デビュー。もともと監督志望で、『ルーキー』が映画化された際は、クリント・イーストウッド監督の現場をずっと見学し演出を学んだ。ローレンス・ベンダーに認められ、12歳の麻薬ディーラーの少年を描いた『フレッシュ』で監督デビュー。『しあわせ色のルビー』『タイタンズを忘れない』などのヒューマンドラマから、次第にアクションやホラーを手がけるようになる。最新作『Aviva』は、ジェンダー・アイデンティティをテーマとしている。

## フィルモグラフィー
- パニッシャー The Punisher (1989) - 脚本
- ルーキー The Rookie (1990) - 脚本
- フレッシュ (1994年の映画)（英語版） Fresh (1994) - 監督・脚本
- しあわせ色のルビー（英語版） A Price Above Rubies (1998) - 監督・脚本
- フロム・ダスク・ティル・ドーン2 From Dusk till Dawn 2: Texas Blood Money (1999) - 原案
- タイタンズを忘れない Remember The Titans (2000) - 監督
- アップタウン・ガールズ（英語版） Uptown Girls (2003) - 監督・製作総指揮
- ダンシング・ハバナ Dirty Dancing: Havana Nights (2004) - 脚本
- ホステル Hostel (2005) - 製作総指揮
- 2001人の狂宴 2001 Maniacs (2005) - 製作
- ホステル2 Hostel: Part II (2007) - 製作総指揮
- Death in Love（英語版） Death in Love (2008) - 監督・脚本・製作
- プリンス・オブ・ペルシャ/時間の砂 Prince of Persia: The Sands of Time (2010) - 脚本
- SAFE/セイフ Safe (2012) - 監督・脚本
- グランド・イリュージョン Now You See Me (2013) - 原案
- マックス Max (2015) - 監督・脚本・製作総指揮
- グランド・イリュージョン 見破られたトリック Now You See Me 2 (2016) - キャラクター創作
- Boarding School(2018)-監督・脚本
- Aviva(2020)‐脚本・監督